# Toshimichi Ōkubo
Toshimichi Ōkubo (jap. 大久保 利通  Ōkubo Toshimichi; ur. 10 sierpnia 1830 w Kagoshimie, zm. 14 maja 1878 w Tokio) – japoński mąż stanu, samuraj z Satsumy, jeden z trzech wielkich mężów restauracji Meiji. Jest uważany za jednego z twórców współczesnej Japonii.

## Młodość
Ōkubo urodził się w 1830 r. w Kagoshimie (wówczas prowincja Satsuma, obecnie prefektura Kagoshima) jako najstarszy syn Juemona Ōkubo, niskiej rangi samuraja na służbie u Nariakiry Shimazu, daimyō Satsumy. Miał czworo rodzeństwa. Uczęszczał do lokalnej szkoły razem ze starszym o trzy lata Takamorim Saigō. W 1846 r. otrzymał stanowisko pomocnika archiwisty.

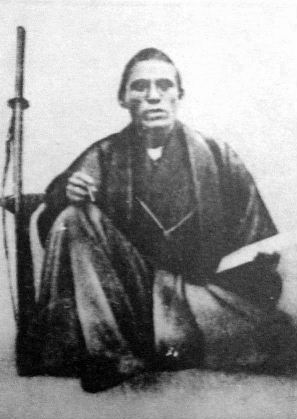
Młody Ōkubo

## Samuraj z Satsumy
Nariakira Shimazu poznał się na zdolnościach młodego Ōkubo i w 1858 r. wyznaczył go na stanowisko zarządcy podatkowego. Po śmierci Nariakiry w sierpniu tego samego roku Ōkubo przyłączył się do spisku mającego na celu obalenie siogunatu Tokugawów. W przeciwieństwie do większości przywódców z Satsumy przedkładał koncepcję obalenia bakufu (tōbaku) ponad unię siogunatu z dworem cesarskim (kōbu-gattai), a ideę opozycji wobec siogunatu (hanbaku) ponad ruch "czcić cesarza, wypędzić barbarzyńców" (sonnō-jōi).
Afera Richardsona, wojna Satsumy z brytyjską Royal Navy (Satsu-Ei sensō), zakończona bombardowaniem Kagoshimy w 1863 r. oraz zamach stanu w Kioto z września tego samego roku, przekonały Ōkubo, że ruch tōbaku jest skończony. Skłoniło go to do działań w kierunku uformowania sojuszu skierowanego przeciw bakufu. W 1866 r. spotkał się z Takamorim Saigō i Takayoshim Kido (Kōinem Kido) z domeny Chōshū w celu zawarcia przymierza pomiędzy Chōshū a Satsumą (tzw. sojusz Satchō, Satsuma-Chōshū dōmei), stawiającego sobie za cel obalenie siogunatu Tokugawów.

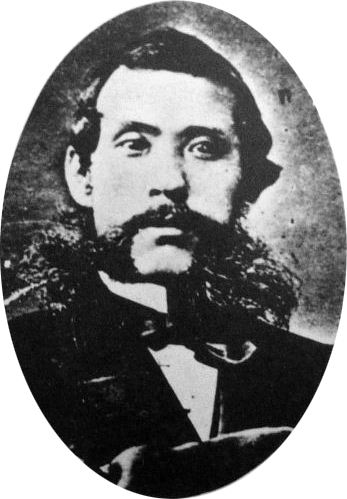
Toshimichi Ōkubo

## Restauracja Meiji
W dniu 3 stycznia 1868 r. połączone siły Satsumy i Chōshū zajęły Pałac Cesarski w Kioto i ogłosiły restaurację Meiji (Meiji-ishin, dosł. odnowa Meiji). Triumwirat Ōkubo, Saigō i Kido stworzył rząd tymczasowy. Ōkubo został ministrem spraw wewnętrznych, co dało mu kontrolę nad nominacjami lokalnych urzędników i nowo utworzoną służbą policyjną.
Z początku nowy rząd musiał opierać się na środkach finansowych płynących z ziem odebranych Tokugawom. W gestii Ōkubo leżało mianowanie urzędników na tych terenach. Na wakujące stanowiska wyznaczał głównie młodych ludzi, czasem swoich przyjaciół (np. Masayoshiego Matsukatę), częściej tych, którzy odbyli edukację w Ameryce lub Europie. Ōkubo wykorzystał władzę, jaką dawało mu stanowisko ministra, aby wspierać rozwój przemysłu, budowę dróg, mostów, portów etc., a więc tych dziedzin, od których reżim Tokugawów się uchylał.
Jako minister finansów Ōkubo przeprowadził reformę podatku ziemskiego w 1873 r. oraz wprowadził zakaz noszenia mieczy (haitō-rei) w 1876 r. Doprowadził również do oficjalnego zakończenia dyskryminacji najniższej, odizolowanej kasty eta. W dziedzinie stosunków zagranicznych pracował nad rewizją traktatów nierównoprawnych, zawartych z państwami Zachodu przez bakufu i wziął udział w dyplomatycznej misji Tomomiego Iwakury do Stanów Zjednoczonych i Europy w latach 1871–1873.
Zrozumiawszy, że Japonia w ówczesnym stanie nie mogła rywalizować z zachodnimi potęgami, Ōkubo wrócił do kraju 13 września 1873 r. i natychmiast przyjął twarde stanowisko, sprzeciwiając się inwazji na Koreę w reakcji na koreańską odmowę uznania cesarza Meiji. Wziął też udział w konferencji w Ōsace w nadziei przywrócenia zgody między członkami oligarchii Meiji.
Nie mógł jednak dojść do porozumienia z dawnym towarzyszem, Takamorim Saigō, co do drogi, którą powinna podążać Japonia. Saigō nabrał przekonania, że polityka modernizacji nowego rządu jest błędna i w 1877 r. stanął na czele rebelii wznieconej przez grupę samurajów z Satsumy (seinan-sensō, dosł. wojna na południowym zachodzie). Doszło do starcia z wojskami rządowymi. Jako minister spraw wewnętrznych, Ōkubo objął kontrolę nad armią i walczył przeciwko dawnemu przyjacielowi. Po stłumieniu rebelii wielu samurajów z Satsumy uznało Ōkubo za zdrajcę. 14 maja 1878 r. w drodze do Tokio Ōkubo został zamordowany przez Ichirō Shimadę i sześciu samurajów z Kanazawy.

## Dziedzictwo
Praprawnukiem Toshimichiego Ōkubo jest Tarō Asō, były premier Japonii (w latach 2008–2009).